# Актасти (Аршалинський район)
Актасти́ (каз. Ақтасты) — село у складі Аршалинського району Акмолинської області Казахстану. Входить до складу Акбулацького сільського округу.
Населення — 210 осіб (2021; 259 у 2009, 360 у 1999, 462 у 1989).
Національний склад станом на 1989 рік:
- росіяни — 32 %;
- німці — 22 %.